# Маломуж Микола Григорович
Мико́ла Григо́рович Малому́ж (нар. 23 вересня 1955, с. Скаливатка, Звенигородський район, Черкаська область, Українська РСР, СРСР) — український військовик, колишній Голова Служби зовнішньої розвідки України, генерал армії України, радник Президента України (2010, 11 жовтня року — 2014, 24 лютого).

## Життєпис

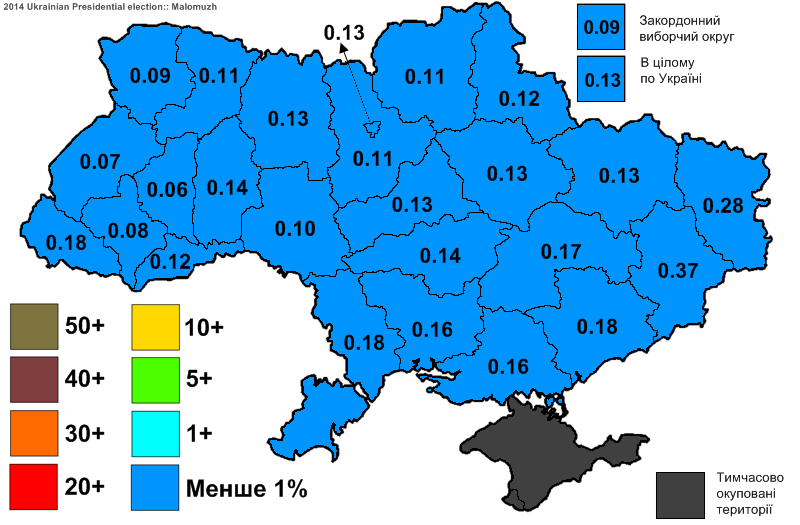
Підтримка Маломужа на виборах Президента України 2014.

Народився 23 вересня 1955 в селі Скаливатка Звенигородського району Черкаської області. Українець.
Армійську службу проходив в «учебці» під Москвою. Тут готували спецпідрозділи для охорони ставки Верховного головнокомандування на випадок ядерної війни. Відслуживши, у 1975 повернувся у Звенигородку.
У 1982 з відзнакою закінчив Київський державний університет імені Т. Г. Шевченка. За фахом — юрист.
З грудня 1983 — служба в органах КДБ на оперативних і керівних посадах.
За даними українських ЗМІ, у 1991, коли голова українського КДБ Микола Голушко (майбутній керівник російської Федеральної служби контррозвідки Росії) виїжджав з Києва до Москви, він намагався вивезти з країни списки осіб, що працювали під прикриттям. Кажуть, що саме завдяки Миколі Маломужу ці плани зірвалися і картотека залишилася в Україні. З початку 1990-х років Микола Маломуж почав працювати по лінії протидії міжнародним терористичним угрупованням. 
З грудня 1998 — заступник Голови Державного комітету України у справах національностей та релігій. На цій посаді: «за сумлінну державну службу і значний особистий внесок у захист конституційних свобод і прав громадян» отримав Орден Святого Станіслава IV ступеня з врученням йому Офіцерського Хреста.
Після перемоги Віктора Ющенка на президентських виборах 2004 року став позаштатним радником Президента і надалі був призначений головою СЗР.
3 квітня 2005 Указом Президента України призначений Головою Служби зовнішньої розвідки України.
Звільнений з цієї посади Указом Президента України від 18 червня 2010. Того ж дня Янукович підписав Указ про призначення Миколи Маломужа Радником Президента України (поза штатом).
11 жовтня 2010 Президент підписав Указ Про звільнення М. Маломужа з військової служби. 24 лютого 2014 р. в. о. президента Олександр Турчинов підписав указ про звільнення Маломужа з посади радника.
Кандидат у Президенти України у 2014.
Фундатор Всеукраїнського громадянсько-політичного руху «За майбутнє України», лідер Української партії честі, боротьби з корупцією та організованою злочинністю (з вересня 2015), голова Вищої ради Народних зборів України.

## Нагороди
1. Орден Святого Станіслава IV ступеня з Офіцерським Хрестом (2000 р.)[11]
2. Командорський хрест ордена Святого Сильвестра (Ватикан, 11 грудня 2001 р.)[12]
3. 25 медалей і відомчих заохочуючих відзнак[13]

## Родина
- дружина Тетяна — бандуристка, народна артистка України.
- син Ярослав — юрист юридичної фірми «Саланс».
- донька Олександра — заступник директора Департаменту реєстрації речових прав на нерухоме майно Державної реєстраційної служби України.